# Fondo de aborto
Un fondo de aborto es una organización sin fines de lucro que provee ayuda financiera y logística a individuos que no pueden cubrir los costos de un aborto.Fondos de aborto juegan un rol en el financiamiento de servicios de aborto en varios países donde el aborto es legal pero no accesible. Por ejemplo, hay seguros médicos que tal vez no puedan cubrir el costo del aborto o el transporte a las clínicas de aborto, lo cual haría el acceso de aborto financialmente o logísticamente inviable.

## Función
Los fondos para el aborto determinan el monto de la asistencia financiera según la necesidad individual. Los clientes son entrevistados individualmente y se espera que contribuyan tanto como sea posible de su bolsillo, y el resto lo proporciona el fondo como subsidio y/o préstamo reembolsable. Los fondos para el aborto rara vez financian todo el procedimiento.  Algunos fondos combinarán recursos con otros fondos para aumentar el total de la donación o préstamo. La mayoría de los fondos de aborto proveen servicios a una región o área metropolitana en particular. Algunos fondos para abortos están relacionados con una clínica específica, y los fondos están disponibles únicamente para los pacientes de esa clínica.Además de cubrir los costos médicos, algunos fondos para abortos brindan cuidado infantil, asistencia de transporte, comidas, servicios de doula y otros servicios de apoyo.
La mayoría de los fondos para el aborto son financiados principalmente por donantes locales e instituciones que otorgan subvenciones.Sin embargo, en 2019, el consejo municipal de la ciudad de Nueva York asignó 250.000 dólares a un fondo de aborto local para pacientes que viajan desde otros estados a Nueva York para realizarse un aborto. Las clínicas de Planned Parenthood también tienen su propio mecanismo de financiación interno llamado fondo de justicia.Además, muchas clínicas de aborto independientes en los Estados Unidos ofrecen descuentos para estudiantes, personal militar y pacientes que reciben Medicaid.
Los fondos de aborto operan en varios países. La Red Nacional de Fondos para el Aborto (NNAF) es un grupo que agrupa a los fondos locales para el aborto en los Estados Unidos y opera el Tiller Memorial Fund.  La Federación Nacional del Aborto (NAF) opera una línea directa gratuita para financiamiento y referencias de abortos en los Estados Unidos y Canadá.  La línea directa de NAF también ofrece asesoramiento sobre opciones, gestión de casos para personas con necesidades especiales y puede proporcionar asistencia para viajes o financiación adicional.  El Proyecto de Asistencia para los Derechos Reproductivos de las Mujeres (WRRAP) es otro fondo nacional de aborto en los Estados Unidos, creado por el Consejo Nacional de Mujeres Judías de Los Ángeles en 1991, que financia aproximadamente 1000 procedimientos de aborto de personas en los EE. UU. por año.La Red de Apoyo al Aborto atiende a residentes de Irlanda, Irlanda del Norte, la Isla de Man, Malta y Gibraltar que necesitan viajar para realizarse un aborto. El Fondo de Aborto por la Justicia Social MARIA brinda apoyo financiero, logístico y emocional para acceder a servicios de aborto legal en la Ciudad de México. Women Help Women es una organización en línea sin fines de lucro que ofrece abortos con medicamentos, anticonceptivos y anticonceptivos de emergencia a mujeres en todo el mundo, excepto Estados Unidos, Canadá y partes de Europa occidental. El sitio Women Help Women también redirige a quienes llaman a fondos, recursos y líneas directas locales sobre aborto.

## Legislación
La legislación estatal, federal o global también puede afectar la accesibilidad al aborto, así como la asistencia financiera para el aborto. En Estados Unidos, la financiación federal del aborto a través de Medicaid, el programa de seguro médico público para residentes de bajos ingresos, está prohibida excepto en casos de incesto, violación y peligro de muerte debido a la Enmienda Hyde. Además, a partir de 2019, 33 estados y el Distrito de Columbia prohíben el uso de fondos estatales de Medicaid para el aborto, y 11 estados restringen el seguro médico privado para el aborto.
Además, la legislación estadounidense conocida como la Política de la Ciudad de México, Política de Protección de la Vida en la Asistencia Sanitaria Global o Ley Mordaza Global, prohíbe la asistencia extranjera de Estados Unidos a organizaciones a menos que prometan no realizar ni promover activamente el aborto como forma de planificación familiar.Esto se aplica a las organizaciones de salud pública que pueden proporcionar asistencia financiera o información sobre el aborto. El Fondo de Acción para el Aborto Seguro (SAAF) fue establecido en 2006 por la Federación Internacional de Planificación de la Familia (IPPF) para financiar organizaciones locales que se han visto afectadas por la Ley Mordaza Global, incluidas aquellas que financian el aborto.

## Los costos del aborto en los Estados Unidos
El costo es una barrera común para obtener un aborto en los Estados Unidos. El costo de un aborto varía según el centro, el tipo de aborto y la gestación del embarazo. A partir de 2014, se estima que el costo medio de un aborto mediante procedimiento o con medicamentos en el primer trimestre es de unos 500 dólares, y aproximadamente el doble en el segundo trimestre.Esto no incluye costos no médicos, como transporte, alojamiento, cuidado de niños y salarios perdidos. 
La mayoría de los pacientes que abortan en Estados Unidos son pobres o de bajos ingresos,y muchos no tiene una cobertura de seguro que pague el aborto. El seguro médico privado no siempre cubre el aborto y el seguro médico público cubre los abortos únicamente en determinadas circunstancias. Como resultado, la mayoría de las pacientes que abortan incurren en altos costos de bolsillo cuando reciben servicios de aborto.Los costos directos del aborto contribuyen a demoras en la búsqueda de atención, lo que puede aumentar aún más los costos del procedimiento y los viajes a clínicas que ofrecen abortos en una gestación más avanzada.

## Legalidad
Los legisladores de los estados antiaborto han estado atacando y amenazando a los fondos de aborto y a sus donantes con procesos penales en virtud de los estatutos sobre el aborto de sus estados. El 18 de marzo de 2022, el representante estatal Briscoe Cain envió cartas de cese y desistimiento a todos los fondos de aborto en Texas, declarándolos "organizaciones criminales" y exigiendo que suspendieran inmediatamente los pagos por abortos electivos realizados en Texas.Cain advirtió a los fondos de aborto que estaban violando los estatutos de aborto no derogados de Texas anteriores a Roe al ayudar o incitar a abortos electivos y exponer a cada uno de sus empleados, voluntarios y donantes a un proceso penal por delitos graves.Cain dijo que Roe v. Wade no creó ni reconoció un derecho constitucional a pagar el aborto de otra persona. De acuerdo a Cain Roe protege únicamente a los proveedores de servicios de aborto y a sus pacientes de ser procesados bajo los estatutos penales de aborto del estado anteriores a Roe. En respuesta, los fondos para el aborto exigieron que Cain se retractara de sus afirmaciones y amenazaron con demandarle por difamación.